# Disaster: Day of Crisis
Disaster: Day of Crisis är ett spel som finns till Nintendo Wii. Spelet utvecklades av andrapartstillverkaren Monolith Soft, och släpptes 2008 i Europa, och släpps troligen i USA under 2009. Spelet kretsar kring karaktären Ray som måste överleva en rad olika naturkatastrofer samtidigt som han även måste störta en kärnvapenorganisation.